# بوب هارمون
بوب هارمون (بالإنجليزية: Bob Harmon)‏ هو لاعب كرة قاعدة أمريكي، ولد في 15 أكتوبر 1887 في ليبرال في الولايات المتحدة، وتوفي في 27 نوفمبر 1961 في مونرو في الولايات المتحدة.

## وصلات خارجية
- بوب هارمون على موقعبيزبول رفرنس.كوم (الدوري الرئيسي) (الإنجليزية)